# 笘篠和馬
笘篠 和馬（とましの かずま、1995年9月10日 - ）は、日本の俳優である。ジャニーズ事務所に所属し、ジャニーズJr.として活動していた。
父は元プロ野球選手の笘篠誠治、父方の叔父は野球解説者の笘篠賢治、義叔母(叔父・賢治の妻)は元アイドルの松本典子、姉は女優の笘篠ひとみ。

## 出演

### テレビドラマ
- ロング・ラブレター〜漂流教室〜（2002年、フジテレビ）
- サトラレ（2002年、朝日放送）里見健一（幼少） 役
- 海猿1・2（2002年7月13日・2003年8月18日、NHKハイビジョンサスペンス）桜井武彦 役
- やんパパ（2002年10月9日 - 12月11日、TBS）風見淳之介 役
- 世にも奇妙な物語 春の特別編「レンタルラブ」（2003年3月24日、フジテレビ）ジュン 役
- 新・夜逃げ屋本舗第6話（2003年5月21日、日本テレビ）磯辺学 役
- 土曜ワイド劇場 ぽっかや事件カルテ 名物温泉医が解く小児科医殺しと美しき逃亡者の謎（2004年1月17日、テレビ朝日）
- NHK連続テレビ小説 風のハルカ（2005年10月3日 - 2006年4月1日、NHK）倉田正巳（幼少） 役
- さくらの足あと（高野健一の楽曲を元に制作されたショートフィルム）大澤和也 役

### CM
- 東京ディズニーリゾート（2005年）
- 日産・セレナ カイト篇

### 舞台
- エリザベート（2004年 - 2006年、東宝ミュージカル）ルドルフ皇太子（幼少） 役
- ライオンキング（2006年8月25日 - 2008年5月11日、劇団四季ミュージカル、東京公演）ヤングシンバ 役